# Козлов Георгій Олексійович
Георгій Олексійович Козлов (23 квітня 1909, місто Ніколаєвськ Самарської губернії, тепер місто Пугачов Саратовської області, Російська Федерація — 23 січня 1976, місто Алма-Ата, тепер Алмати, Казахстан) — радянський казахський діяч, секретар ЦК КП Казахстану, 1-й секретар Східно-Казахстанського обласного комітету КП Казахстану, 1-й секретар Свердловського міського комітету КПРС. Депутат Верховної ради Казахської РСР 5—7-го скликань. Депутат Верховної ради СРСР 5-го скликання.

## Життєпис
Народився в родині робітника. У 1920 році закінчив чотири класи початкового училища.
Під час голоду в Самарській губернії, з квітня 1921 по квітень 1923 року — безпритульний, підручний коваля, підробляв у приватних осіб. З квітня 1923 року — учень слюсаря, слюсар депо станції Брянськ II Московсько-Київської залізниці.
З травня 1927 року — слюсар друкарні газети «Крестьянин» у місті Пугачові. У 1927 році вступив до комсомолу. Одночасно у 1926—1927 pоках — слухач курсів з підготовки до вступу до технікуму. У вересні 1928 — квітні 1930 року — учень теплотехнічного відділення Саратовського індустріального технікуму; не закінчив у зв'язку з мобілізацією виробництва.
У квітні 1930 — вересні 1931 року — технік-нормувальник, конструктор Саратовського заводу комбайнів.
У вересні 1931 — травні 1932 року — студент Московського інституту сільськогосподарського машинобудування імені Калініна; не закінчив у зв'язку з переведенням до іншого інституту. У червні 1932 — травні 1935 року — студент факультету обробки тиском Московського інституту сталі; інженер-металург за спеціальністю «ковальська справа».
З травня 1935 року — енергетик ковальського цеху, з червня 1938 року — начальник осі-ковального цеху, з червня 1939 року — заступник начальника пресового цеху, з листопада 1939 року — заступник начальника виробництва Уральського вагонобудівного заводу в місті Нижньому Тагілі Свердловської області. Одночасно у 1936—1937 роках — слухач відділення історії ВКП(б) Інституту масового заочного навчання при ЦК ВКП(б); пропагандист.
Член ВКП(б) з серпня 1939 року.
З березня 1940 по квітень 1941 року — голова заводського комітету (завкому), з квітня 1941 по січень 1942 року — начальник ковальського цеху, з січня по квітень 1942 року — начальник пресового цеху, з квітня 1942 по вересень 1945 року — начальник ковальського цеху Уральського вагонобудівного заводу (з 1941 року Уральського танкового заводу № 183 імені Сталіна) в місті Нижньому Тагілі Свердловської області.
У вересні 1945 — червні 1946 року — заступник секретаря Нижньотагільського міського комітету ВКП(б) Свердловської області з чорної металургії.
У червні 1946 — березні 1949 року — 2-й секретар Нижньотагільського міського комітету ВКП(б) Свердловської області.
У березні 1949 — липні 1954 року — 1-й секретар Нижньотагільського міського комітету ВКП(б) (КПРС) Свердловської області.
У липні 1954 — грудні 1955 року — секретар Свердловського обласного комітету КПРС.
У грудні 1955 — липні 1958 року — 1-й секретар Свердловського міського комітету КПРС Свердловської області.
У 1957 році закінчив заочно Вищу партійну школу при ЦК КПРС.
9 липня 1958 — 6 травня 1959 року — 1-й секретар Східно-Казахстанського обласного комітету КП Казахстану.
25 квітня 1959 — 22 січня 1966 року — секретар ЦК КП Казахстану. Одночасно з грудня 1952 по грудень 1965 року — голова Комітету партійно-державного контролю ЦК КП Казахстану і Ради міністрів Казахської РСР — заступник голови Ради міністрів Казахської РСР.
У грудні 1965 — лютому 1971 року — голова Комітету народного контролю Казахської РСР.
З лютого 1971 року — на пенсії.
Помер 23 січня 1976 року в місті Алма-Аті (Алмати). Похований на Центральному цвинтарі Алмати.

## Нагороди
- два ордени Леніна (1944, .07.1958)
- орден Жовтневої Революції (.09.1971)
- два ордени Трудового Червоного Прапора (.08.1957, .03.1966)
- орден «Знак Пошани» (1943)
- медаль «За трудову доблесть» (1942)
- медаль «За доблесну працю у Великій Вітчизняній війні 1941—1945 рр.» (1945)
- медаль «За освоєння цілинних земель» (1957)
- медаль «За доблесну працю. В ознаменування 100-річчя з дня народження Володимира Ілліча Леніна» (1970)
- медалі
- Почесна грамота Президії Верховної ради Казахської РСР